# Ischyja ebusa
Ischyja ebusa là một loài bướm đêm trong họ Noctuidae.